# The Return (film 1916 Heffron)
The Return è un cortometraggio muto del 1916 diretto da Thomas N. Heffron. Di genere melodrammatico, il film, sceneggiato da William E. Wing, aveva come interpreti Kathlyn Williams, Guy Oliver, Wellington A. Playter, Vivian Reed, Sidney Smith, Harry Lonsdale.

## Trama
Beniamina dell'alta società, Ione non nasconde di sé il proprio lato selvaggio. Corteggiata da Rutley, un finanziere, celia con lui, dicendogli che nella sua posizione non potrebbe sposare una donna così primitiva. I due, con un gruppo di amici, visitano un cabaret per vedere Pascho, un forzuto noto come il "dio dei bassifondi". Quando Ione e Pascho si incontrano, vengono subito attratti l'una dall'altro. Il magnetismo che si sprigiona, mette in allarme Maritana, la donna del forzuto. Ione, lasciata ogni remora, accetta di fuggire con Pascho. Ma, poi, si riprende da quella follia e, quando Rutley la affronta, lei gli dice che sarà sua solo se ucciderà il suo rivale. Rutley la informa che gli uomini moderni non uccidono più per conquistare una donna ma vincono solo attraverso l'amore. Intanto Pascho, dopo una lunga attesa, impaziente, va a casa di Ione. Prospettandole le delizie dell'assolata Italia, l'ha quasi convinta ma vengono interrotti dall'arrivo di Maritana e di Bela, un suo spasimante. Bela spara per uccidere Pascho, ma il proiettile colpisce invece Rutley, ferendolo gravemente. Ione si rende conto allora di amarlo e lo cura come meglio non potrebbe, mentre Pascho torna a Maritana con la quale salpa per la soleggiata terra d'Italia.

## Produzione
Il film fu prodotto dalla Selig Polyscope Company.

## Distribuzione
Distribuito dalla General Film Company, il film - un cortometraggio in tre bobine - uscì nelle sale cinematografiche statunitensi il 3 luglio 1916. In Danimarca, dove fu distribuito con il titolo Stridens Dronning, uscì il 22 febbraio 1917.